# Fusinus bocagei
Fusinus bocagei är en snäckart som först beskrevs av P. Fischer 1882.  Fusinus bocagei ingår i släktet Fusinus och familjen Fasciolariidae. Inga underarter finns listade i Catalogue of Life.